# Zim Zum Zam
Zim zum zam era uno spettacolo tra musica e magia, che alternava numeri di illusionismo ed attrazioni con balletti ed esibizioni musicali, condotto dal mago Alexander, trasmesso il sabato sera dalla Rete 1 nel 1981 e nel 1983.
La prima edizione andò in onda per quattro puntate dal 16 maggio al 6 giugno 1981 con la partecipazione di Marcella Bella, Alice, Donatella Rettore e Viola Valentino non solo come cantanti ma anche accanto al mago Alexander in alcuni numeri di magia.
La seconda edizione andò in onda sempre in quattro puntante dal 1º al 22 gennaio 1983; oltre ad ospitare artisti italiani ed internazionali, presenza fissa del programma era Nadia Cassini.
Per entrambe le edizioni la regia fu affidata a Eros Macchi.